# Attilio Brunialti
Attilio Brunialti (Vicenza, 2 aprile 1849 – Roma, 2 dicembre 1920) è stato un costituzionalista, geografo e politico italiano.
Fu uno degli intellettuali maggiormente attivi della sua epoca, sia nella divulgazione sia in politica, con interessi in varie discipline. Fu deputato del Regno d'Italia dal 1882 alla morte, per nove legislature, con alcune interruzioni, dalla XV alla XXV (escluse le XIX e XXIV).

## Biografia
Nacque nel 1849 a Vicenza, figlio di Giovanni Battista Brunialti e Caterina Magnabosco.
Si laureò in Giurisprudenza nel 1870 presso l'Università degli Studi di Padova, dove era stato allievo di Luigi Luzzatti. Fu docente di Diritto costituzionale prima a Roma, poi a Pavia dal 1879 al 1881, quindi a Torino dal 1882 al 1893, quando entrò nel Consiglio di Stato. Fu inoltre membro del Consiglio superiore di statistica.
Collaborò col Bollettino della Società geografica italiana e curò la Biblioteca di scienze politiche, la principale raccolta di testi di diritto costituzionale dell'epoca.
Morì nel 1920 a Roma.
Gli sono state dedicate strade in vari comuni italiani.

## Opere

Formazione e revisione delle costituzioni moderne, 1894

- Formazione e revisione delle costituzioni moderne, Torino, UTET, 1894.
- Il diritto costituzionale e la politica nella scienza e nelle istituzioni, vol. 1, Torino, Unione Tipografico-Editrice, 1896.
- Biblioteca di Scienze politiche: scelta collezione delle più importanti opere moderne italiane e straniere di scienze politiche, Torino, UTET, 1897.
- Il diritto costituzionale e la politica nella scienza e nelle istituzioni, vol. 2, Torino, Unione Tipografico-Editrice, 1900.
- Trento e Trieste. Dal Brennero alle rive dell'Adriatico, Utet, Torino 1916.